# Christine Chatelain
Pour les articles homonymes, voir Châtelain.
Christine Chatelain est une actrice canadienne née à Vancouver. Elle est surtout connue pour son rôle de Taylor dans Le Messager des ténèbres (The Collector).

## Biographie
Elle a étudié à Vancouver. Elle a débuté en 1996 dans Au-delà des maux, puis elle a obtenu son premier rôle sérieux dans 40 jours et 40 nuits et Destination: Graceland.

## Filmographie

### Cinéma
- 1999 : Late Night Sessions de Joshua B. Hamlin : Zoie
- 2000 : Destination finale (Final Destination) de James Wong : Blake Dreyer
- 2001 : Destination: Graceland (3000 Miles to Graceland) de Demian Lichtenstein : une serveuse sexy
- 2001 : Seeking Winonas de Dave Shaw : Kaitlin
- 2002 : 40 jours et 40 nuits de Michael Lehmann : Andie
- 2002 : Flagrant délire (Stark Raving Mad) de Drew Daywalt (en) et David Schneider : Tonya
- 2004 : Road Kill (court métrage) de Gary Hawes : Andie
- 2004 : Intern Academy de Dave Thomas : Mitzi Cole
- 2008 : La Théorie du Chaos (Chaos Theory) de Marcos Siega : Tracy
- 2009 : The Mechanic (court métrage) de Michael Grand : Jenny
- 2010 : The Appointment (court métrage) de Ryan Mains : Disgusted Woman
- 2010 : Me or the Porn (court métrage) de Ryan Mains : Colette
- 2011 : At Lunchtime: A Story of Love (court métrage) de Brad Dryborough : Femme au chapeau vert
- 2013 : Leap 4 Your Life de Gary Hawes : Katie
- 2014 : Death Do Us Part (en) de Nicholas Humphries : Hannah Jamieson
- 2014 : What an Idiot de Peter Benson : Angela

### Télévision

#### Téléfilms
- 1996 : Au-delà des maux (For Hope) de Bob Saget : Ellen
- 2001 : Strange Frequency de Mary Lambert et Bryan Spicer : Farrah
- 2007 : The Dark Room de Bruce McDonald : Abby Allbright
- 2008 : Docteur Dolittle 4 (Dr. Dolittle: Tail to the Chief) de Craig Shapiro : Selma
- 2009 : La Vallée des tempêtes (Tornado Valley) de Andrew C. Erin (en) : Helen
- 2009 : Chasseuse de tempêtes (Storm Seekers) de George Mendeluk : Jessica Tillner
- 2011 : Time After Time de Gary Harvey : Jackie
- 2011 : Kits de Phil Price : Ali
- 2011 : J. K. Rowling : La Magie des mots (Magic Beyond Words: The J.K. Rowling Story) de Paul A. Kaufman : Bryony
- 2016 : Comment rencontrer l'âme sœur en 10 leçons : Nadia
- 2021 : Piégée par mon mari (Her Husband's Secret Life) de Sam Fichtner : June Lowe

#### Séries télévisées
- 1997 : Classe Croisière (Breaker High) : Devia
- 2000 : Call of the Wild (en) : Rose
- 2000 : Dark Angel : Mère de Max (Épisodes Heat et C.R.E.A.M.)
- 2000 : L'Invincible (The Immortal) : Moreena (Épisode Prime Location)
- 2001 : Ondes de choc (Strange Frequency) : Farrah (Épisode Disco Inferno)
- 2001 : Mysterious Ways : Les Chemins de l'étrange : Jenny Tergeson (Épisode The Last Dance)
- 2002 : L'Île de l'étrange (Glory Days) : Denise Forester (Épisode No Guts, No Glory)
- 2002 : En quête de justice (Just Cause) : Laura Tyler (Épisode Bet Your Life)
- 2003 : Dead Zone (The Dead Zone) : Nicole (Épisode Cabin Pressure)
- 2003 : Out of Order (en) : Brenda (mini-serie)
- 2004 : Andromeda (Gene Roddenberry's Andromeda) : Cavava (Épisode The Spider's Stratagem)
- 2005-2006 : Le Messager des ténèbres (The Collector) : Taylor Slate
- 2006 : The L Word : Marilyn (Épisode Labia Majora)
- 2006 : Whistler : Barbara Newman (Épisode Coming Together, Coming Apart)
- 2006 : Psych : Enquêteur malgré lui : Lacey Maxwell (Épisode Speak Now or Forever Hold Your Piece)
- 2006 et 2009 : Supernatural : Jenny (Épisode Dead Man's Blood) / Dr Ellen Piccolo (Épisode Changing Channels)
- 2007 : Blood Ties : Sinead (Épisode Deadly Departed)
- 2007 : Smallville : Tempest (Épisode Fierce)
- 2007 : Masters of Science Fiction : Marissa Summer (Épisode Watchbird)
- 2008-2009 : Sanctuary : Clara Griffin (4 épisodes)
- 2009 : Fear Itself : Jackie (Épisode Chance)
- 2009-2010 : Riese: Kingdom Falling : Riese
- 2010 : Fringe : Krista Manning (Épisode Northwest Passage)
- 2011 : White Collar Poet : Gloria
- 2012 : Alcatraz : Megan Palmer
- 2013 : Motive : Grace Jacobs
- 2014 : Le cœur a ses raisons (When Calls the Heart) : Laurel Miller
- 2014 : Le Maître du Haut Château (The Man in the High Castle) : Laura Crothers